# Dalu, Mureș
Dalu este un sat în comuna Sânger din județul Mureș, Transilvania, România.